# Watu Sigar
Watu Sigar is een bestuurslaag in het regentschap Gunung Kidul van de provincie Jogjakarta, Indonesië. Watu Sigar telt 4907 inwoners (volkstelling 2010).